# Rhopalomyia scoparia
Rhopalomyia scoparia är en tvåvingeart som först beskrevs av Fedotova 1999.  Rhopalomyia scoparia ingår i släktet Rhopalomyia och familjen gallmyggor. Inga underarter finns listade i Catalogue of Life.